# Tarime (TC)
Tarime (TC) (Tarime Town Council auch Tarime Mjini genannt) ist ein Distrikt in der Region Mara im Nordwesten von Tansania. Er ist beinahe vollständig vom Distrikt Tarime DC umschlossen, nur im Westen grenzt er wenige Kilometer an den Distrikt Rorya. 

## Geographie
Tarime (TC) hat eine Fläche von 147 Quadratkilometern und 133.043 Einwohner (Volkszählung 2022). Das Land liegt im Hochland von Tansania großteils zwischen 1500 und 1600 Metern über dem Meer.
Das Klima in Tarime ist tropisch. Die Niederschläge von durchschnittlich 1409 Millimeter im Jahr fallen größtenteils in den Monaten Oktober bis Mai. Die Durchschnittstemperatur schwankt nur wenig zwischen 20 Grad Celsius im Dezember und 21,7 Grad im Februar.

## Geschichte
Der Distrikt wurde 2012 eingerichtet.

## Verwaltungsgliederung
Der Distrikt besteht aus acht Bezirken (Wards):
- Bomani
- Kenyamori
- Ketare
- Nkende
- Nyamisangura
- Nyandoto
- Sabasaba
- Turwa

## Bevölkerung
Die größten Ethnien sind die Kurya und die Luo.

## Einrichtungen und Dienstleistungen
- Bildung: Von den 22.000 Schülern der Grundschule besuchten 21.000 öffentliche und 1.000 private Schulen. In acht öffentlichen, weiterführenden Schulen wurden 5.400 Schüler unterrichtet, in drei privaten, weiterführenden Schulen weitere 750.[5]
- Gesundheit: Im Distrikt befinden sich ein öffentliches Krankenhaus, vier Gesundheitszentren und acht Apotheken. Das Distrikt-Krankenhaus versorgt auch Patienten aus dem Umland bis Serengeti und Rorya.[6]

## Wirtschaft und Infrastruktur
- Landwirtschaft: Rund 90 Prozent der Bevölkerung leben von der Landwirtschaft. Die wichtigsten Grundnahrungsmittel sind Mais, Maniok, Bohnen, Süßkartoffeln, Sorghum, Erdnüsse und Bananen, sowie Gemüse wie Tomaten, Auberginen, Kohl, Amaranth und Wassermelonen. Der Anbau von Kaffee und Tee trägt zum Familieneinkommen bei. Im Distrikt werden 38.000 Hühner, 19.000 Rinder, 10.000 Ziegen und 4.000 Schafe gehalten. Jährlich werden 6.000 Rinder und 4.000 Ziegen geschlachtet.[7]
- Straße: Durch den Distrikt verläuft die asphaltierte Nationalstraße T4, die um den Victoriasee herum nach Kenia führt.[8][9]

## Politik
Der Stadtrat besteht aus 14 gewählten Mitgliedern, 8 aus den Gemeinden, 5 spezielle Frauensitze und einem Abgeordneten. Vorsitzender des Rates ist Daniel Mohere Komote.

## Persönlichkeiten
- Dickson Marwa (* 1982), Langstreckenläufer